# Parasada carnosa
Parasada carnosa là một loài bướm đêm trong họ Noctuidae.